# Esperanza (Agusan do Sul)
Esperanza é um município de  primeira classe de renda municipal na província Agusan do Sul, nas Filipinas. De acordo com o censo de 1 maio  de  2020, possui uma população de 59 353 pessoas e 13 240 domicílios.